# James Rumbaugh
James Rumbaugh (Bethlehem, 22 agosto 1947) è un informatico e ricercatore statunitense.
È una metodologista nel campo dell'ingegneria del software e della programmazione orientata agli oggetti, noto soprattutto per essere stato inventore della tecnica di modellazione a oggetti OMT ed essere fra i padri dello standard internazionale di modellazione a oggetti UML.

## Biografia
Prima di dedicarsi all'ingegneria del software, Rumbaugh ha conseguito una laurea in fisica al MIT e una in astronomia al Caltech. Ancora al MIT ha conseguito il dottorato in informatica (computer science). Impiegato dapprima presso la Digital Equipment Corporation (DEC) come capo-ricercatore, è poi passato alla General Electric, lavorando nel settore di R&D per oltre 25 anni. In questo periodo Rumbaugh ha creato la tecnica di modellazione a oggetti nota come OMT, che era uno degli approcci alla modellazione a oggetti più noti prima dell'avvento di UML e che ha anche influenzato in maniera decisiva lo sviluppo dello stesso UML.
Nel 1994, Rumbaugh è stato assunto da Rational Software per lavorare con Ivar Jacobson e Grady Booch alla definizione di UML. Il team (che in seguito divenne noto col nomignolo "i tre amigos") lavorò alla fusione delle best practice dell'epoca nel campo della modellazione a oggetti, ciascuno portando come contributo il proprio approccio (OMT per Rumbaugh, OOSE per Jacobson e "Booch" per Booch). Rumbaugh ha continuato a lavorare allo standard UML (e a quello correlato del RUP) anche dopo l'acquisizione di Rational da parte di IBM, per poi ritirarsi nel 2006.

## Elenco parziale delle opere
- J. Rumbaugh et al. (1991), Object-Oriented Modeling and Design. Prentice Hall, ISBN 0-13-629841-9
- J. Rumbaugh et al. (1999), Unified software development process
- J. Rumbaugh et al. (2005), Object-oriented modeling and design with UML